# كلير ليتلتون
كلير لتلتون (بالإنجليزية: Claire Littleton)‏ هي إحدى شخصيات المسلسل الأمريكية لوست. تلعب دورها الممثلة الأسترالية اميلي دي رافن.

## الشخصية
الفتاة الأسترالية الشقراء الحامل الجميلة، حامل في الأشهر الحرجة تنجو من تحطم الطائرة لتضع طفلها في الجزيرة، تعرضت لأخطار كبيرة من قبل الـ(الآخرون). يتضح في الجزء الرابع انها اخت (جاك شيبارد) من الاب دون أن يعلم احدهما ذلك.